# 드베리
세르비아 운동 드베리(세르비아어: Српски покрет Двери / Srpski pokret Dveri)는 세르비아의 보수주의 정당이다. 드베리는 세르비아어로 "문"(門)을 뜻한다. 1999년에 기독교 우익 청년 단체로 설립했으며 2015년에 정당으로 변경되었다. 세르비아 급진당과 사실상 마찬가지로 극우 정당에 속한 정당이다.

## 선거 결과
| 연도   | 득표수  | 득표율 | 의석 수 | 의석 수 변동 | 비고                   | 집권 여부 |           |
| ------ | ------- | ------ | ------- | ------------ | ---------------------- | --------- | --------- |
| 2012년 | 169,590 | 4.34%  | 0 / 250 | 보합         |                        | 집권 여부 | 원외 정당 |
| 2014년 | 128,458 | 3.58%  | 0 / 250 | 보합         |                        | 원외 정당 |           |
| 2016년 | 190,530 | 5.03%  | 7 / 250 | 7            | 세르비아 민주당과 연합 | 야당      |           |

## 같이 보기
- 세르비아의 정당